# Еролцхајм
Еролцхајм (њем. Erolzheim) општина је у њемачкој савезној држави Баден-Виртемберг. Једно је од 45 општинских средишта округа Биберах. Према процјени из 2010. у општини је живјело 3.187 становника. Посједује регионалну шифру (AGS) 8426044.

## Географски и демографски подаци
Еролцхајм се налази у савезној држави Баден-Виртемберг у округу Биберах. Општина се налази на надморској висини од 554 метра. Површина општине износи 26,3 km². У самом мјесту је, према процјени из 2010. године, живјело 3.187 становника. Просјечна густина становништва износи 121 становника/km².